# Stefan Hüfner (Physiker)
Stefan Hüfner (* 2. Juli 1935 in Löwenberg, Schlesien; † 17. Januar 2013 in Saarbrücken, Saarland) war ein deutscher Festkörper-Physiker.

## Leben
Hüfner studierte Mathematik und Physik an der Johann Wolfgang Goethe-Universität in Frankfurt am Main und der Technischen Hochschule Darmstadt. Nach seinem Diplom war er von 1960 bis 1966 Wissenschaftlicher Assistent am Institut für Technische Physik der TH Darmstadt. 1963 wurde er dort promoviert. 1966 habilitierte er sich für Physik. Er war Gastforscher an der Technischen Hochschule München sowie an den Bell Telephone Laboratories in Murray Hill, N.Y./USA. Von 1967 bis 1968 war er Privatdozent an der TH Darmstadt und der Doktorvater von Peter Grünberg, dem 2007 der Nobelpreis für Physik zuerkannt wurde.
1968 erhielt er einen Ruf an das Ordinariat für Experimentalphysik der FU Berlin als Nachfolger von Professor Gerhard Simonsohn. 1975 wechselte Hüfner auf die Professur für Experimentalphysik an der Universität des Saarlandes. Dort wurde er 1994 Gründungssprecher des Sonderforschungsbereichs „Grenzflächenbestimmte Materialien“. Im Jahre 2001 übernahm er das Amt des Universitätsvizepräsidenten für Planung und Strategie, welches er bis Anfang 2003 ausübte. Im September 2003 wurde er emeritiert.
Er engagierte sich lange Jahre in der Deutschen Forschungsgemeinschaft DFG. Hüfner war in zahlreichen Forschungsaufenthalte in den USA und im europäischen Ausland eingebunden. Er erhielt die Ehrendoktorwürde der Universität Freiburg (Schweiz) und der FU Berlin (2000).
Als Emeritus war er Mitglied des Fachbeirates des Max-Planck-Instituts für Kernphysik in Heidelberg, des Max-Planck-Instituts für Physik in München, des Max-Planck-Instituts für Plasmaphysik in Greifswald und München und des Max-Planck-Instituts für Quantenoptik in München sowie weiterer Fachbeiräte der Max-Planck-Gesellschaft. Seit 2004 war er Mitglied und Vorsitzender des Fachausschusses Ingenieurwissenschaften des Elitenetzwerkes Bayern. 2006/2007 war er Visiting Professor an der University of British Columbia in Vancouver.
Neben zahlreichen Fachpublikationen hat Hüfner auch mehrere Romane verfasst, darunter „Der Tote von Dresden“ (Conte Verlag 2004, ISBN 978-3-936950-49-6) und „Artikel eins. Ein Zukunftsroman“ (Conte Verlag 2006, ISBN 978-3-936950-41-0).
Hüfner starb am 17. Januar 2013 im Alter von 77 Jahren in Saarbrücken.